# Sceloporus cryptus
Sceloporus cryptus är en ödleart som beskrevs av  Smith och LYNCH 1967. Sceloporus cryptus ingår i släktet Sceloporus och familjen Phrynosomatidae. IUCN kategoriserar arten globalt som livskraftig. Inga underarter finns listade i Catalogue of Life.